# Landelijk Noord
Landelijk Noord (trad.Nord Rurale) è un quartiere nello stadsdeel di Amsterdam-Noord, nella città di Amsterdam, a nordest della tangenziale A10. Il quartiere è costituito da polder e cinque piccoli villaggi pittoreschi, Schellingwoude, Durgerdam, Ransdorp, Holysloot e Zunderdorp.
Fino al 1921 la zona era inclusa nei comuni di Buiksloot, di Nieuwendam e di Ransdorp. Questi furono uniti al comune di Amsterdam il 1º gennaio 1921, con il consenso dei villaggi della zona, gravemente impoveriti dopo la grande alluvione dello Zuiderzee del 1916. Nella parte meridionale di questi comuni, tra il 1920 e il 1980, vennero costruite nuove zone residenziali. Il quartiere Landelijk Noord è la parte sopra la tangenziale dove il paesaggio è costituito da polder con piccoli villaggi e fossati.